# Nuna 1
Nuna 1 (of gewoon Nuna) was een auto die werd aangedreven door zonne-energie, ontwikkeld door studenten van de Technische Universiteit Delft.
Het eerste Nuna Team (Het zogenaamde Alpha Centauri Team) werd in 2000 opgericht door Ramon Martinez en Tim de Lange. Het project werd onder andere door Nuon en ESA gesponsord. Dankzij deze hulp bouwde het team een eerste zonnewagen: Nuna 1. Het team bestond uit studenten van de Technische Universiteit in Delft en de Universiteit van Amsterdam die door Wubbo Ockels werden begeleid.
De Nuna won in 2001 de World Solar Challenge in Australië, die race ging van Darwin in het noorden naar Adelaide in het zuiden. Het was de eerste keer dat een Nederlands team deelnam aan de race. De race over een afstand van 3021 km werd afgelegd in 32 uur en 39 minuten. Daarbij verbrak Nuna het vorige record van het Honda-team in 1996 (33 uur en 32 minuten). De gemiddelde snelheid was 91,8 kilometer per uur.